# La Troisième Guerre
La Troisième Guerre é um filme francês co-escrito e dirigido por Giovanni Aloï, lançado em 2020. Este é seu primeiro longa-metragem.
O filme foi selecionado e apresentado, em 6 de setembro de 2020, na seção Orizzonti no Festival de Cinema de Veneza, na Itália.

## Sinopse
Léo Corvard acaba de terminar a escola. Para o seu primeiro destacamento, ele recebeu uma missão da Operação Sentinelle. Com sua patrulha, ele percorre as ruas parisienses...

## Elenco
- Anthony Bajon: Léo Corvard
- Karim Leklou: Hicham Bentoumi
- Leila Bekhti: Yasmim
- Artur Verret: Michel Ortioni
- Jonas Dinal: Firmin
- Rafael Quenard: Dimo
- Esdras Registe: Teddy Humeau
- Igor Kovalski: Bambi
- Maxime Cailliau: Totoro
- Jules Dousset: Capitão Menard
- Maria Bunel: Sylvie Corvard
- Didier Brice: Boris Corvard
- Erick Deshors: Cristão
- Bérangere McNeese: Carmelo
- Manon Bresch: Jenny

## Produção
As filmagens ocorreram em La Boissière-École para a caserna escolar regional Hériot, em Yvelines, e em Nantes, no Loire-Atlantique.

## Recepção

### Festival e passeios
O filme foi selecionado e exibido, em 6 de setembro de 2020, em pré-estréia no Festival de Cinema de Veneza, na Itália. O lançamento estava previsto para fevereiro de 2021 na França. Devido ao toque de recolher de 2020-2021 após a pandemia de Covid-19, a data de lançamento nacional foi adiada para 31 de março. Foi finalmente lançado em 8 de setembro.

### Crítica
Chloé Sarraméa da revista Numéro destaca que "Giovanni Aloï assina um trabalho de sucesso, pois é envolvente".

## Honras

### Seleção
- Festival de Cinema de Veneza 2020: Seção "Orizzonti"[7]